# Shabab Al-Sahel Sporting Club
Il Shabab Al Sahel Sporting Club (in arabo نادي شباب الساحلي الرياضي‎?), meglio noto come Shabab Sahel o semplicemente Sahel, è una società calcistica libanese con sede nella città di Beirut, nel distretto di Haret Hreik. Fondati nel 1966, il Shabab Al Sahel vinse una Coppa del Libano, una Coppa d'Élite libanese e due Challenge Cup libanesi. Sono prevalentemente supportati dalla comunità sciita.

## Storia
Il Shabab Al Sahel fu fondato a Beirut nel 1966. Precedenti giocatori importanti che formarono la spina dorsale del club furono Fayez Dergham e Mohammad Salim, con Sharif Salim come presidente del club e Hassan Hatoum come segretario.
Il club ha vinto la Coppa del Libano nel 2000, sconfiggendo il Safa 5-4 ai rigori dopo un pareggio per 1-1. Hanno perso la prima partita della stagione 2007-08 con una sconfitta per 0-5 contro il Nejmeh. Nella stagione 2008-09 raggiunsero le finali ma furono sconfitti per 0-2 dall'Al-Ahed.
Nella stagione 2010-11 hanno raggiunto le semifinali della Coppa del Libano sconfiggendo il Salam Zgharta 2-0, ma sono stati sconfitti 1-2 nella semifinale dal Safa allo stadio Rafik Hariri di Sidone. Stavano affrontando la retrocessione dalla Prima Divisione alla fine della stagione 2010-11 quando giocarono contro l'Akhaa Ahli Aley.
Nella stagione 2012-13, erano penultimi entro la fine di novembre, ma erano al 5º posto alla fine di aprile 2013. Sono stati sconfitti alla 13ª fase della Coppa il 17 febbraio 2013 dal Racing Beirut che li ha battuti per 3-0.

## Palmarès

### Competizioni nazionali
- Coppa del Libano: 1

1999-2000
- Coppa d'Élite libanese: 1

2019
- Challenge Cup libanese: 2 (record)

2007-08, 2009-10, 2010-11, 2014, 2015
- Seconda Divisione: 2

2005-2006, 2017-2018

## Tifoseria

### Gemellaggi e rivalità
Il principale rivale di Shabab Al Sahel è storicamente stato Bourj, poiché entrambi lottano per la supremazia sui sobborghi del Dahieh. La partita è stata soprannominata "Derby del Dahieh". Un'altra importante rivalità è con il Shabab Bourj, poiché si trovano anche nella zona del Dahieh.